# قرار مجلس الأمن التابع للأمم المتحدة رقم 647
قرار مجلس الأمن التابع للأمم المتحدة رقم 647 ، الذي اتخذ بالإجماع في 11 يناير 1990، بعد أن ذكر بالقرار 622 (1988) وبرسالة من الأمين العام بشأن تسوية الحالة في أفغانستان، أيد المجلس مقترحات الرسالة المتعلقة ببعثة الأمم المتحدة للمساعي الحميدة في أفغانستان وباكستان.
ثم مدد المجلس ولاية البعثة لمدة شهرين، حتى 15 مارس 1990، وفقا لتوصيات الأمين العام خافيير بيريز دي كويلار، وطلب إليه أن يواصل اطلاع المجلس على آخر المستجدات بشأن التطورات في المنطقة.

## وصلات خارجية
- Text of the Resolution at undocs.org